# Ciosowa Turnia
Ciosowa Turnia – skała w Dolinie Kluczwody na Wyżynie Olkuskiej, w miejscowości Wierzchowie, w województwie małopolskim, w powiecie krakowskim, w gminie Wielka Wieś. Znajduje się w górnej części jej orograficznie lewych zboczy, w grupie skał wznoszących się nad drogą w Wierzchowiu, zaraz po północnej stronie masywu Mamutowej Skały. Ciosowa Turnia wraz ze skałą Basior tworzą grupę skalną. Basior znajduje się na szczycie stromego zbocza doliny (około 70 m powyżej szosy), Ciosowa Skała opada spod niego po zboczu w dół doliny.
Ciosowa Skała znajduje się w lesie. Od szosy prowadzi do niej w górę zbocza ścieżka wydeptana przez wspinaczy skalnych. Skała zbudowana jest z wapieni, ma połogie i pionowe lub przewieszone ściany o wysokości 9–20 m.

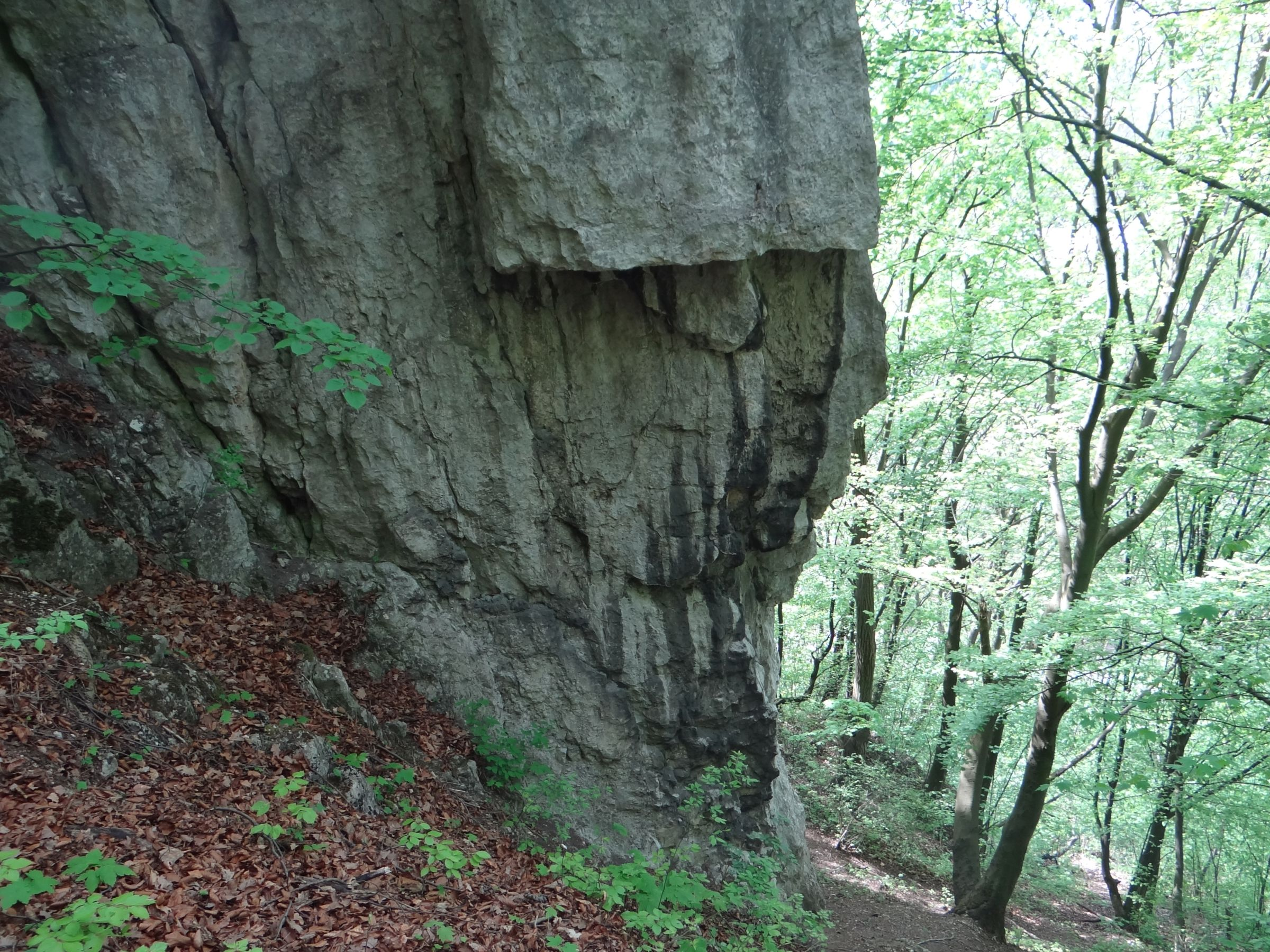
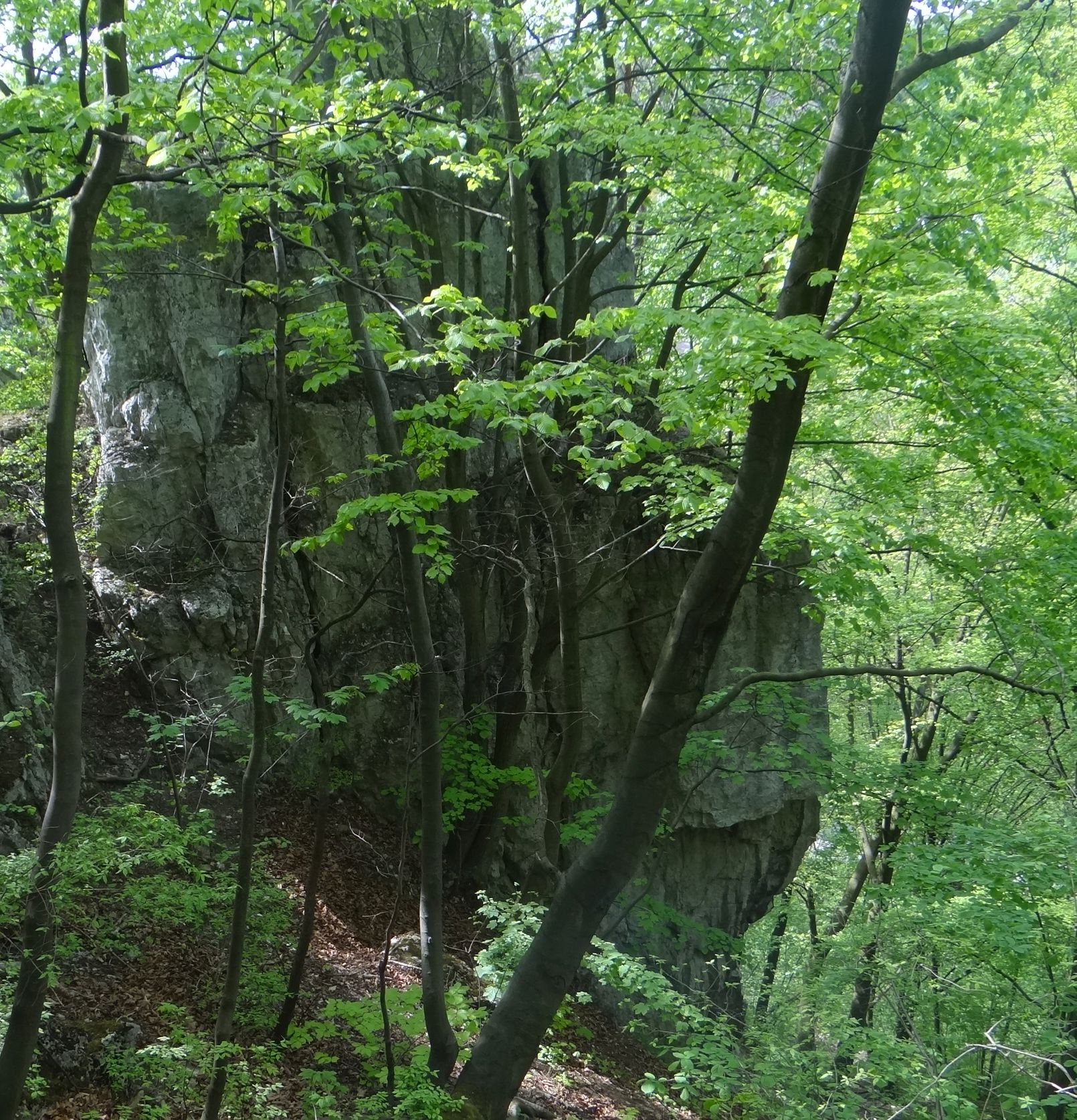
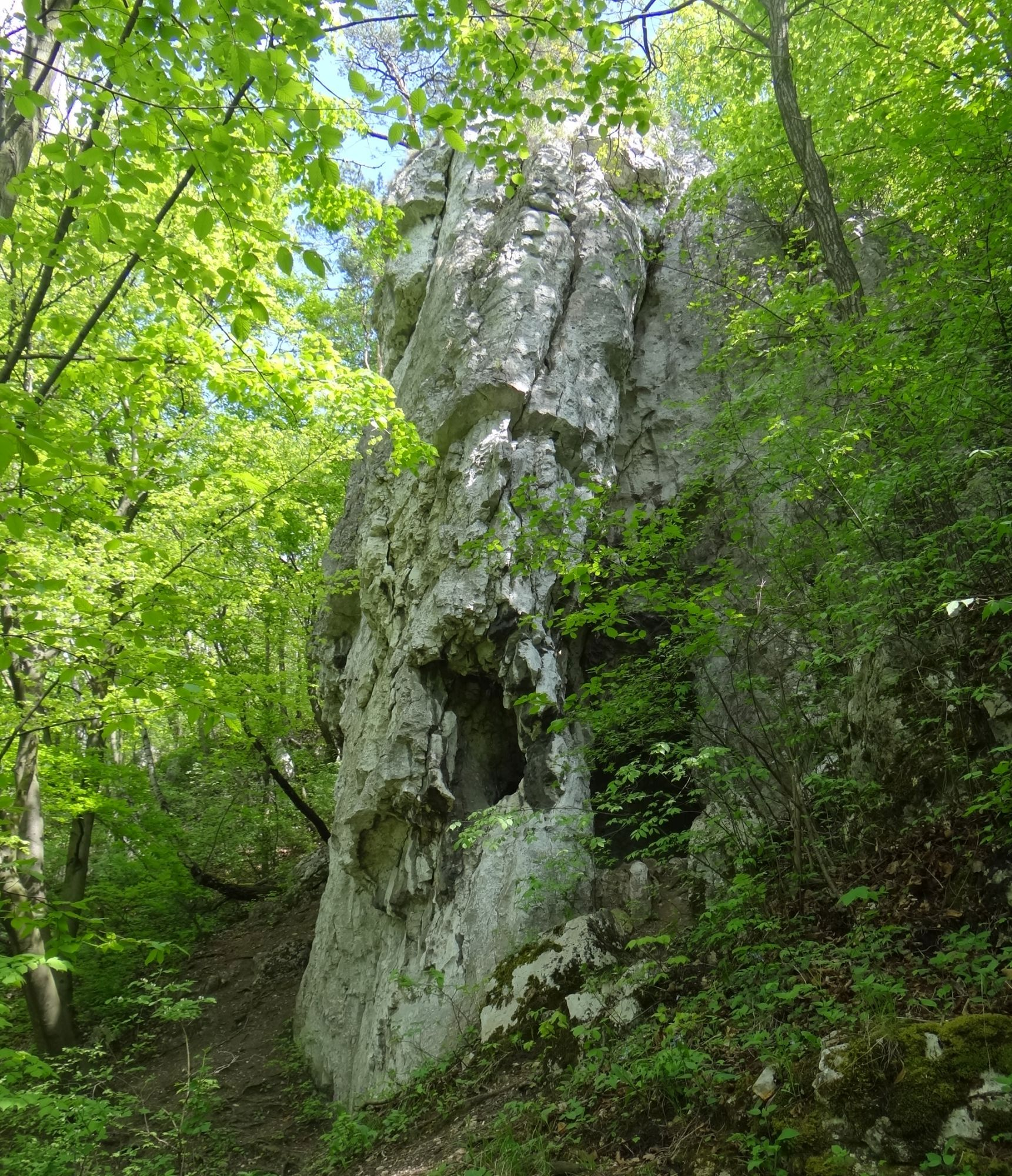
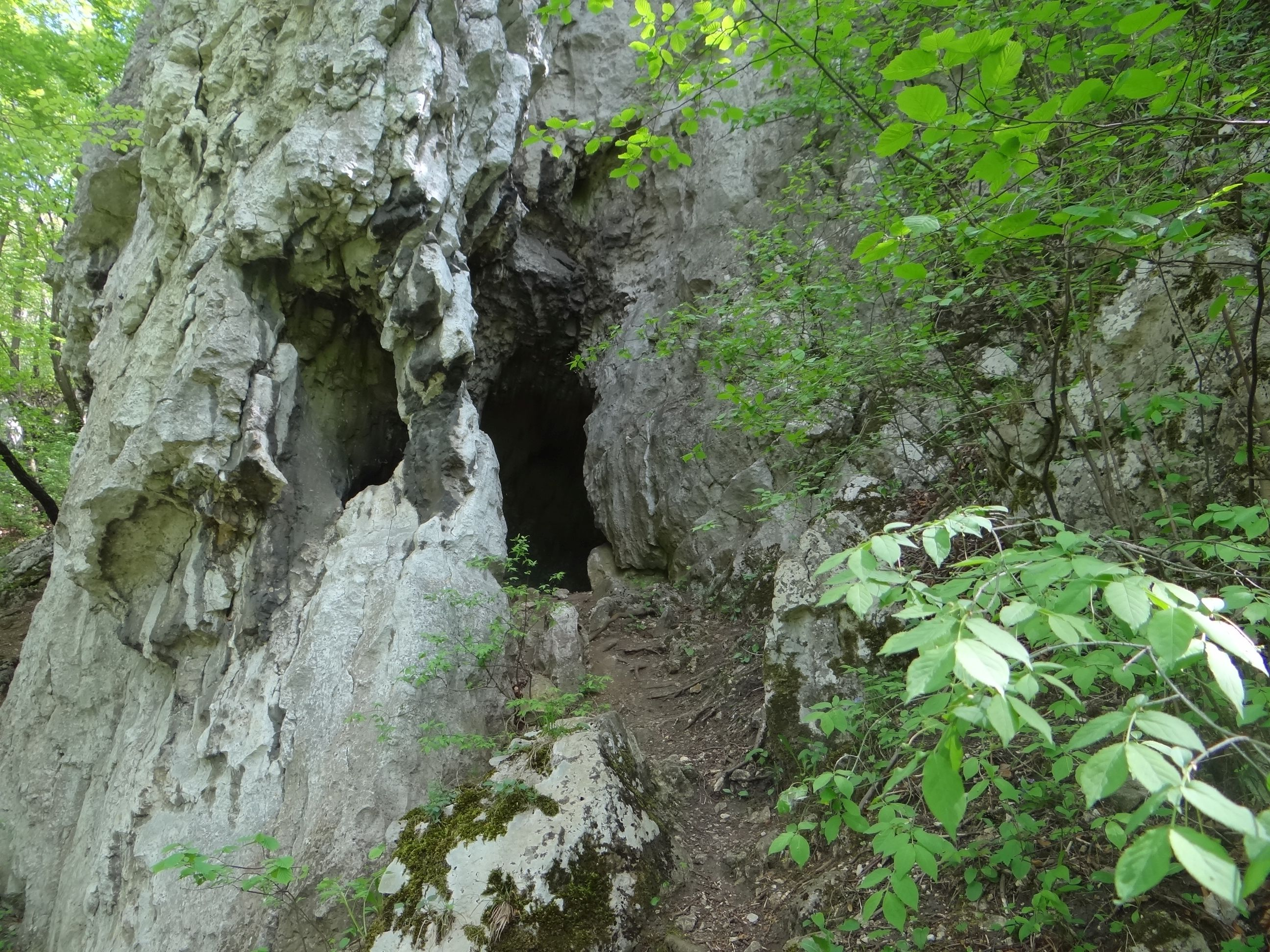

## Drogi wspinaczkowe
Wspinacze skalni poprowadzili na Ciosowej Turni 15 dróg wspinaczkowych o trudności od III do VI.3 w skali Kurtyki. Niektóre mają zamontowane stałe punkty asekuracyjne: ringi (r), haki (h), spity (s), dwa ringi zjazdowe (drz).

Ciosowa Turnia I
1. Rysa Barana; III, 8 m
2. Rysa środkiem; IV 10 m
3. Rysy; IV+, 10 m
4. Zacięcie Barana; V+, 10 m
5. Ludojad; 3r, VI.3, 10 m
6. Niejadek; 1r, VI.1 10 m

Ciosowa Turnia II
1. Za ciosem; VI.1, 14 m
2. Projekt (Mózg obryzgał mu koszulkę); 14 m
3. Moczopląsy; 1h, VI+, 14 m
4. Droga Dawida; 1h, VI, 15 m

Ciosowa Turnia III
1. Lewy sierpowy; VI+, 16 m
2. Prawy sierpowy; VI, 15 m
3. Rysa odwłoka; VI+, 10 m
4. Sucha rysa; 2s + drz, VI.2, 10 m